# Johannes Thopas

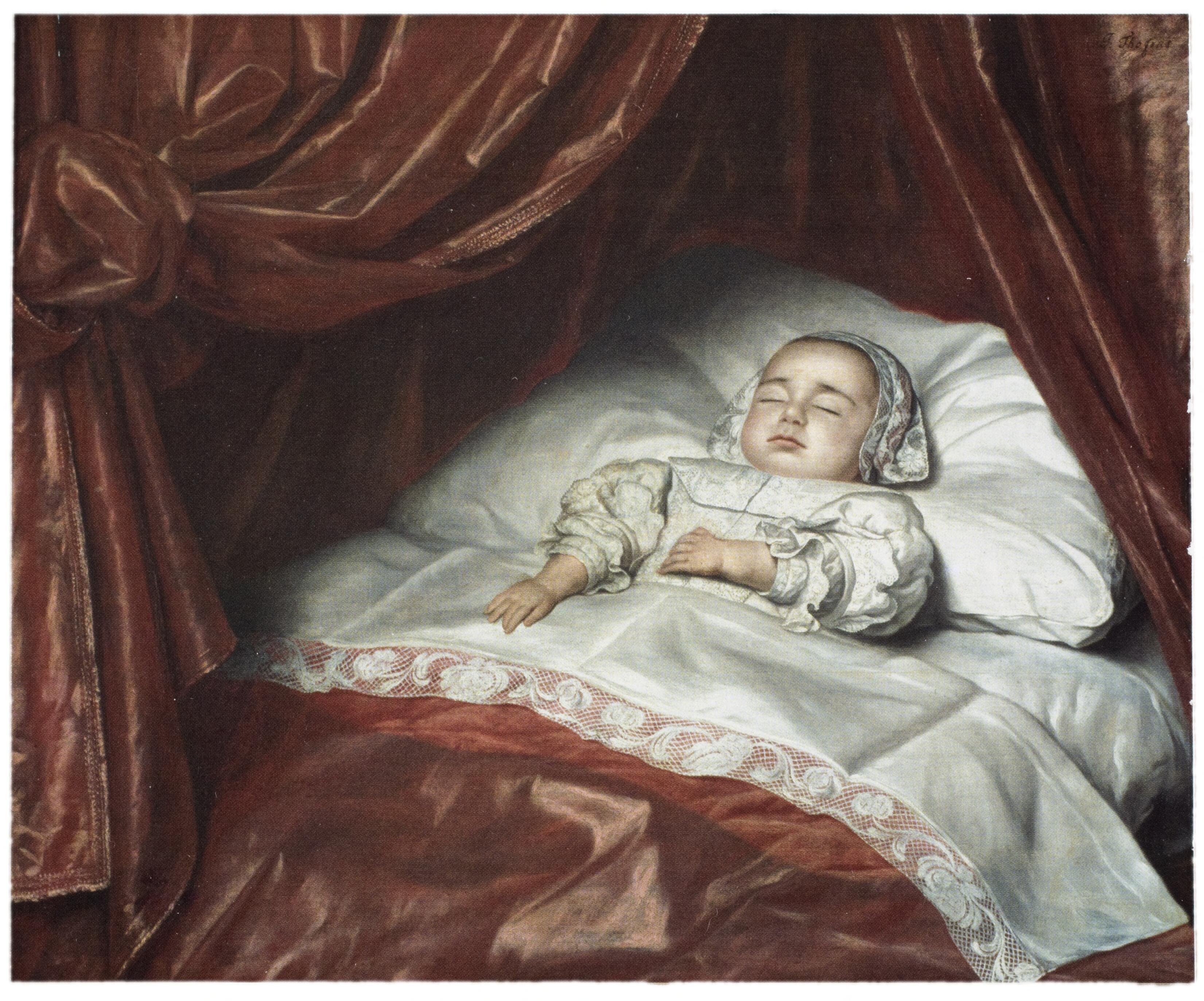
Thopas' enige schilderij met olieverf

Johannes Thopas (Arnhem, 1625 - 1700) was een Nederlands kunstschilder uit de 17de eeuw. Van hem zijn ongeveer 60 portrettekeningen bekend en slechts een olieverfschilderij. Hij maakte ook gouaches.

## Levensloop
Waarschijnlijk werd Thopas in Arnhem geboren rond 1625. Via Amsterdam en Haarlem kwam hij in de Zaanstreek terecht. Hij overleed in of net voor 1700.
Het doodsbedportret van een tweejarige dochter van de familie Van Valkenburg, werd rond 1682 geschilderd en bleef ruim 300 jaar in de familie, totdat het in 2002 in bruikleen werd gegeven aan het Mauritshuis in Den Haag. In 2008 heeft de Stichting Vrienden van het Mauritshuis het schilderij aangekocht.
Thopas was doofstom. In juli 2014 werd daarom bij een tentoonstelling van zijn werk in het Amsterdamse Rembrandthuis een gebarentaaltolk aangesteld om doven en slechthorenden rond te leiden.
- Bibliothèque nationale de France: cb16778259s (data)
- Biografisch Portaal: 03938554
- Gemeinsame Normdatei: 1050753925
- International Standard Name Identifier: 0000 0000 6994 0157
- RKD-Nederlands Instituut voor Kunstgeschiedenis: 77290
- Union List of Artist Names: 500005070
- Virtual International Authority File: 95711747